# Osvaldo da Nortúmbria
Osvaldo (604 -5 de agosto de 642) foi Rei da Nortúmbria desde 634 até à sua morte, e posteriormente foi venerado como um Santo Cristão.
Era filho do rei pagão Etelfrido de Bernícia, da Nortúmbria, futura Inglaterra, e da princesa Acha de Deira. O reino foi invadido em 616, quando seu pai morreu na batalha contra o rei Edino, que assumiu o trono e depois fundou a cidade de Edimburgo.
Acha e seus onze filhos fugiram para a Corte do rei da Escócia, onde todos se converteram. As crianças foram entregues aos cuidados dos beneditinos do Mosteiro de Iona, fundado em 563 por São Columbano, famoso centro de formação e estudos. Lá receberam sólida formação acadêmica e religiosa, adequada aos fidalgos e no seguimento de Cristo.
Osvaldo destacava-se pelo belo porte físico, pela inteligência e pela caridade cristã. Tinha um sorriso franco, era bom e generoso, não distinguindo ricos e pobres. Era um hábil e capacitado estrategista militar, treinado pelo pequeno, mas potente exército do rei da Escócia, que muito o apreciava. Curioso mesmo era o seu animal de estimação: um falcão que lhe obedecia e pousava-lhe na mão.
Quando o rei Edin morreu, em 633, Osvaldo formou seu exército, pequeno e eficaz, e venceu a famosa batalha de Havenfield, em 634, com o usurpador tombando morto. Osvaldo assumiu o trono como legítimo rei da Nortúmbria. Contam os registros históricos que antes desse combate ele teve uma visão de São Columbano, que o orientou a rezar junto com seus soldados antes de partir para o combate. Ele obedeceu. Mandou erguer uma grande cruz no centro do campo onde estavam, ajoelhou-se diante dela, pedindo aos soldados, quase todos pagãos, que fizessem o mesmo. Assim postado, com fé e humildade, o futuro rei pediu a Deus proteção e liberdade para seu povo oprimido pelos inimigos.
O rei Osvaldo sempre atribuiu essa vitória à intercessão de São Columbano e à proteção de Cristo. Depois de coroado, todo o exército converteu-se. Mandou chamar os monges escoceses do Mosteiro de Iona para pregarem o Evangelho no seu reino. Ele mesmo traduzia para o povo os sermões, conseguindo muitas conversões. Construiu igrejas, mosteiros, cemitérios, hospitais, asilos e creches, distribuiu riquezas e promoveu prosperidade e caridade ao povo.
Casou-se com a princesa Cineburga, filha do rei pagão de Wessex, hoje também Inglaterra. Em seguida, convenceu o sogro a permitir uma missão evangelizadora de monges escoceses no seu reino, que acabaram convertendo esse rei também. A Igreja deve à fé do rei Osvaldo o grande impulso para a evangelização do povo inglês e o estabelecimento da vida monástica na ilha britânica. O rei da Nortúmbria morreu em combate em 642, defendendo o seu povo de invasores pagãos.
Amado e venerado como santo em vida, a fama de sua santidade ganhou destaque junto aos povos de língua inglesa graças à divulgação dos monges beneditinos. Depois, Venerável Beda, monge famoso pela santidade e sabedoria na doutrina, reivindicou o título de mártir a santo Osvaldo da Nortúmbria, por ter morrido em combate contra os pagãos. Sua festa é uma tradição antiga, e a Igreja manteve a celebração no dia 5 de agosto.
Após derrotar os britânicos, Osvaldo trouxe os dois reinos que formam a Nortúmbria  (Bernícia e Deira), mais uma vez, sob um único governante, e promoveu a propagação do Cristianismo na Grã-Bretanha.
Após oito anos de se tornar o mais poderoso governante na Grã-Bretanha, foi morto na Batalha de Maserfield.
Foi o historiador Beda, que escreveu um pouco menos de um século depois da morte de Osvaldo e a sua principal fonte de conhecimento histórico nos dias de hoje, que o considerou um santo rei.